# Sindaci di San Benedetto del Tronto
Di seguito l'elenco cronologico dei sindaci di San Benedetto del Tronto e delle altre figure apicali equivalenti che si sono succedute nel corso della storia.

## Regno d'Italia (1861-1946)
| Periodo           | Periodo           | Primo cittadino        | Partito                           | Carica                    | Note |
| ----------------- | ----------------- | ---------------------- | --------------------------------- | ------------------------- | ---- |
| 1861              | 1871              | Emidio Neroni          |                                   | Primo Sindaco             | -    |
| 1871              | 1881              | Secondo Moretti        |                                   | Sindaco di nomina Regia   | -    |
| 1881              | 1883              | Gino Moretti           |                                   | Sindaco di nomina Regia   | -    |
| 1883              | 19 luglio 1897    | Giuseppe Panfili       |                                   | Sindaco di nomina Regia   | -    |
| 2º luglio 1897    | 17 giugno 1903    | Filippo Leti           |                                   | Sindaco di nomina Regia   | -    |
| 18 giugno 1903    | 11 ottobre 1910   | Gino Moretti           |                                   | Sindaco di nomina Regia   | -    |
| 11 ottobre 1910   | 17 dicembre 1910  | Emilio Trevisani       | -                                 | Commissario prefettizio   | -    |
| 8 ottobre 1910    | 26 luglio 1911    | Francesco Anelli       |                                   | Sindaco di nomina Regia   | -    |
| 27 luglio 1911    | 7 aprile 1919     | Antonio Guidi          |                                   | Sindaco di nomina Regia   | -    |
| 8 aprile 1919     | 4 ottobre 1920    | Francesco Del Bello    | -                                 | Commissario prefettizio   | -    |
| 5 ottobre 1920    | 18 settembre 1922 | Umberto Fiore          |                                   | Sindaco di nomina Regia   | -    |
| 19 settembre 1922 | 22 luglio 1923    | Cesare Armellini       | -                                 | Commissario prefettizio   | -    |
| 22 luglio 1923    | 27 maggio 1927    | Francesco Cosignani    | Partito Nazionale Fascista        | Podestà                   | -    |
| 28 maggio 1927    | 3 agosto 1927     | Emidio Di Salvia       | -                                 | Commissario prefettizio   | -    |
| 4 agosto 1927     | 9 giugno 1928     | Romualdo Cerilli       | -                                 | Commissario prefettizio   | -    |
| 9 giugno 1928     | 11 dicembre 1929  | Romualdo Cerilli       | -                                 | Commissario prefettizio   | -    |
| 12 dicembre 1929  | 20 marzo 1931     | Francesco Anelli       | Partito Nazionale Fascista        | Podestà                   | -    |
| 21 marzo 1931     | 3 luglio 1931     | Valfredo Balilla Nico  | -                                 | Commissario prefettizio   | -    |
| 4 luglio 1931     | 23 gennaio 1932   | Francesco Anelli       | Partito Nazionale Fascista        | Podestà                   | -    |
| 24 gennaio 1932   | 31 dicembre 1932  | Gesualdo De Berardinis | -                                 | Commissario prefettizio   | -    |
| 1 gennaio 1933    | 25 marzo 1937     | Francesco Cosignani    | Partito Nazionale Fascista        | Podestà                   | -    |
| 26 marzo 1937     | 24 aprile 1937    | Camillo Valentini      | -                                 | Commissario prefettizio   | -    |
| 25 luglio 1937    | 26 giugno 1940    | Camillo Valentini      | Partito Nazionale Fascista        | Podestà                   | -    |
| 27 giugno 1940    | 29 gennaio 1941   | Federico Trevisani     | -                                 | Commissario prefettizio   | -    |
| 30 gennaio 1941   | 8 aprile 1941     | Michele Di Giacomo     | -                                 | Commissario prefettizio   | -    |
| 9 aprile 1941     | 10 aprile 1941    | Renzo Renzini          | -                                 | Commissario prefettizio   | -    |
| 11 agosto 1941    | 21 ottobre 1941   | Michele Di Giacomo     | -                                 | Commissario prefettizio   | -    |
| 22 ottobre 1941   | 31 dicembre 1941  | Carlo Giorgini         | -                                 | Commissario prefettizio   | -    |
| 1 gennaio 1942    | 31 luglio 1942    | Umberto Carfagna       | -                                 | Commissario prefettizio   | -    |
| 1 agosto 1942     | 19 settembre 1942 | Saturnino Della Rocca  | -                                 | Commissario prefettizio   | -    |
| 20 settembre 1942 | 26 ottobre 1942   | Umberto Carfagna       | -                                 | Commissario prefettizio   | -    |
| 27 ottobre 1942   | 10 marzo 1943     | Ludovico Giovannetti   | -                                 | Commissario prefettizio   | -    |
| 11 marzo 1943     | 14 aprile 1943    | Arturo De Nora         | -                                 | Commissario prefettizio   | -    |
| 15 aprile 1943    | 27 settembre 1943 | Ercole Ercolani        | -                                 | Commissario prefettizio   | -    |
| 28 settembre 1943 | 4 dicembre 1943   | Giovanni Caruso        | -                                 | Commissario prefettizio   | -    |
| 5 dicembre 1943   | 5 luglio 1944     | Filippo Anelli         | -                                 | Commissario prefettizio   | -    |
| 21 giugno 1944    | 21 agosto 1944    | Gino Gregori           | Comitato di Liberazione Nazionale | Sindaco di nomina del CLN | -    |

## Repubblica Italiana (dal 1946)[1]
| Sindaci eletti dal Consiglio comunale (1946-1995)    | Sindaci eletti dal Consiglio comunale (1946-1995) | Sindaci eletti dal Consiglio comunale (1946-1995)          | Sindaci eletti dal Consiglio comunale (1946-1995) | Sindaci eletti dal Consiglio comunale (1946-1995) | Sindaci eletti dal Consiglio comunale (1946-1995) | Sindaci eletti dal Consiglio comunale (1946-1995) | Sindaci eletti dal Consiglio comunale (1946-1995) |
| Nominativo                                           | Partito                                           | Partito                                                    | Partito                                           | Partito                                           | Mandato                                           | Mandato                                           | Elezione                                          |
| Nominativo                                           | Partito                                           | Partito                                                    | Partito                                           | Partito                                           | Inizio                                            | Fine                                              | Elezione                                          |
| ---------------------------------------------------- | ------------------------------------------------- | ---------------------------------------------------------- | ------------------------------------------------- | ------------------------------------------------- | ------------------------------------------------- | ------------------------------------------------- | ------------------------------------------------- |
| Carlo Giorgini                                       |                                                   | Partito Socialista Italiano                                | Partito Socialista Italiano                       | Partito Socialista Italiano                       | 27 marzo 1946                                     | 1951                                              |                                                   |
| Carlo Giorgini                                       | 1951                                              | Partito Socialista Italiano                                | Partito Socialista Italiano                       | Partito Socialista Italiano                       | 12 giugno 1956                                    |                                                   |                                                   |
| Alfredo Scipioni                                     |                                                   | Democrazia Cristiana                                       | Democrazia Cristiana                              | Democrazia Cristiana                              | 13 giugno 1956                                    | 21 ottobre 1957                                   |                                                   |
| Elio Toni                                            |                                                   | Democrazia Cristiana                                       | Democrazia Cristiana                              | Democrazia Cristiana                              | 22 ottobre 1957                                   | 25 novembre 1960                                  |                                                   |
| Luigi Ciccarelli                                     |                                                   | Democrazia Cristiana                                       | Democrazia Cristiana                              | Democrazia Cristiana                              | 26 novembre 1960                                  | 16 ottobre 1962                                   |                                                   |
| Giovanni Perotti                                     |                                                   | Democrazia Cristiana                                       | Democrazia Cristiana                              | Democrazia Cristiana                              | 17 ottobre 1962                                   | 6 febbraio 1965                                   |                                                   |
| Alfredo Scipioni                                     |                                                   | Democrazia Cristiana                                       | Democrazia Cristiana                              | Democrazia Cristiana                              | 7 febbraio 1965                                   | 29 ottobre 1967                                   |                                                   |
| Flavio Panfili                                       |                                                   | Democrazia Cristiana                                       | Democrazia Cristiana                              | Democrazia Cristiana                              | 30 ottobre 1967                                   | 12 agosto 1970                                    |                                                   |
| Ugo Marinangeli                                      |                                                   | Democrazia Cristiana                                       | Democrazia Cristiana                              | Democrazia Cristiana                              | 13 agosto 1970                                    | 29 dicembre 1970                                  |                                                   |
| Vittorio Cinti                                       | Commissario prefettizio                           | Commissario prefettizio                                    | Commissario prefettizio                           | Commissario prefettizio                           | 30 dicembre 1970                                  | 28 gennaio 1973                                   |                                                   |
| Temistocle Pasqualini                                |                                                   | Partito Comunista Italiano                                 | Partito Comunista Italiano                        | Partito Comunista Italiano                        | 13 dicembre 1973                                  | 6 luglio 1976                                     |                                                   |
| Primo Gregori                                        |                                                   | Partito Comunista Italiano                                 | Partito Comunista Italiano                        | Partito Comunista Italiano                        | 7 luglio 1976                                     | 7 agosto 1978                                     |                                                   |
| Bernardo Speca                                       |                                                   | Partito Socialista Italiano                                | Partito Socialista Italiano                       | Partito Socialista Italiano                       | 8 agosto 1978                                     | 9 marzo 1984                                      |                                                   |
| Alberto Cameli                                       |                                                   | Democrazia Cristiana                                       | Democrazia Cristiana                              | Democrazia Cristiana                              | 9 marzo 1984                                      | 14 gennaio 1985                                   |                                                   |
| Natale Cappella                                      |                                                   | Partito Socialista Italiano                                | Partito Socialista Italiano                       | Partito Socialista Italiano                       | 19 gennaio 1985                                   | luglio 1988                                       |                                                   |
| Piero Ripani                                         |                                                   | Democrazia Cristiana                                       | Democrazia Cristiana                              | Democrazia Cristiana                              | 14 luglio 1988                                    | marzo 1990                                        |                                                   |
| Alberto Cameli                                       |                                                   | Democrazia Cristiana                                       | Democrazia Cristiana                              | Democrazia Cristiana                              | 21 marzo 1990                                     | 29 novembre 1992                                  |                                                   |
| Carlo De Rosa                                        | Commissario straordinario                         | Commissario straordinario                                  | Commissario straordinario                         | Commissario straordinario                         | 30 novembre 1992                                  | 30 giugno 1993                                    |                                                   |
| Sindaci eletti direttamente dai cittadini (dal 1995) |                                                   |                                                            |                                                   |                                                   |                                                   |                                                   |                                                   |
| Nominativo                                           | Partito                                           | Partito                                                    | Coalizione                                        | Coalizione                                        | Mandato                                           | Mandato                                           | Elezione                                          |
| Nominativo                                           | Partito                                           | Partito                                                    | Coalizione                                        | Coalizione                                        | Inizio                                            | Fine                                              | Elezione                                          |
| Paolo Perazzoli                                      |                                                   | Partito Democratico della Sinistra Democratici di Sinistra |                                                   | PDS                                               | 22 giugno 1993                                    | 27 aprile 1997                                    | Elezione 1993                                     |
| Paolo Perazzoli                                      |                                                   | Partito Democratico della Sinistra Democratici di Sinistra | PDS-PPI-PRC-RI                                    | 27 aprile 1997                                    | 27 maggio 2001                                    | Elezione 1997                                     |                                                   |
| Domenico Martinelli                                  |                                                   | Forza Italia                                               |                                                   | FI-AN-CCD-CDU                                     | 29 maggio 2001                                    | 31 agosto 2005                                    | Elezione 2001                                     |
| Carlo Iappelli (Commissario straordinario)           | —                                                 | —                                                          | —                                                 | —                                                 | 19 settembre 2005                                 | 31 maggio 2006                                    | —                                                 |
| Giovanni Gaspari                                     |                                                   | Democratici di Sinistra                                    |                                                   | DS-DL-RnP-PRC-FdV                                 | 31 maggio 2006                                    | 29 maggio 2011                                    | Elezione 2006                                     |
| Giovanni Gaspari                                     |                                                   | Partito Democratico                                        |                                                   | PD-PSI-FdV-IdV                                    | 30 maggio 2011                                    | 19 giugno 2016                                    | Elezione 2011                                     |
| Pasqualino Piunti                                    |                                                   | Forza Italia                                               |                                                   | FI-FdI-L. civiche                                 | 20 giugno 2016                                    | 17 ottobre 2021                                   | Elezione 2016                                     |
| Antonio Spazzafumo                                   |                                                   | Indipendente                                               |                                                   | Liste civiche di centro                           | 18 ottobre 2021                                   | in carica                                         | Elezione 2021                                     |